# Redvägs härad
Redvägs härad var ett härad i sydöstra Västergötland, i före detta Älvsborgs län. Redväg är ett av de sju härader som givit namn till Sjuhäradsbygden och omfattar delar i nuvarande kommunerna Ulricehamn och Falköping. Häradets areal var 643,71 kvadratkilometer varav 616,61 land.  Tingsställe var från 1644 i Timmele där det var till 1843 då det flyttade till Ulricehamn som också var tingsställe mellan 1728 och 1738.
Namnet lever kvar i den kyrkliga indelningen genom Redvägs församling och Redvägs och Ås kontrakt.

## Socknar
I nuvarande Falköpings kommun
- Fivlered
- Norra Åsarp
- Smula
- Solberga

I nuvarande Ulricehamns kommun
- Blidsberg
- Brunn uppgick 1938 i Ulricehamns stad
- Böne
- Dalum
- Gullered
- Humla
- Hössna
- Knätte
- Kölaby
- Kölingared
- Liared
- Strängsered
- Timmele
- Vist uppgick 1938 i Ulricehamns stad

Ulricehamns stad hade egen jurisdiktion (rådhusrätt) till 1948 då den blev en del av detta härads jurisdiktion.

## Län, fögderier, domsagor, tingslag och tingsrätter
Häradet hörde mellan 1634 och 1998 till Älvsborgs län, därefter till Västra Götalands län. Socknarna i Falköpings kommun hörde mellan 1974 och 1998 till Skaraborgs län. En del av socknarna Norra Åsarp och Smula ingick före 1892 i Skaraborgs, vilket även en del av Kölingared gjorde före 1932. Församlingarna i häradet tillhörde Skara stift. 
Häradets socknar hörde till följande fögderier:
- 1686-1917 Redvägs och Kinds fögderi
- 1918-1945 Kinds fögderi
- 1946-1990 Ulricehamns fögderi
- 1974-1990 Falköpings fögderi för socknarna i Falköpings kommun

Häradets socknar tillhörde följande domsagor, tingslag och tingsrätter:
- 1680-1947 Redvägs tingslag i
  - 1680-1695 Kinds, Redvägs, Vedens och Ås häraders domsaga
  - 1696-1947 Kinds och Redvägs domsaga
- 1948-1970 Kinds och Redvägs tingslag i Kinds och Redvägs domsaga]

- 1971-1996 Sjuhäradsbygdens tingsrätt och dess domsaga för socknarna i Ulricehamns kommun
- 1996- Borås tingsrätt och dess domsaga för socknarna i Ulricehamns kommun

För socknarna i Falköpings kommun:
- 1971(eventuellt 1974)-2001 Falköpings tingsrätt och dess domsaga
- 2001-2009 Skövde tingsrätt och dess domsaga
- 2009- Skaraborgs tingsrätt och dess domsaga